# Bulinus hexaploidus
Bulinus hexaploidus је пуж из реда Hygrophila.

## Угроженост
Ова врста је на нижем степену опасности од изумирања, и сматра се скоро угроженим таксоном.

## Распрострањење
Ареал врсте је ограничен на једну државу. 
Етиопија је једино познато природно станиште врсте.

## Станиште
Станиште врсте су слатководна подручја.